# Hilde Crevits
Hilde Urbanie Julia Crevits (Torhout, 28 juni 1967) is een Belgische politica van de CD&V. Ze is sinds 2007 Vlaams minister en sinds 2014 viceminister-president van de Vlaamse Regering. Sinds 2024 is zij Vlaams minister van Binnenland, Steden- en plattelandsbeleid, Samenleven, Integratie en Inburgering, Bestuurszaken, Sociale Economie en Zeevisserij.

## Levensloop
Hilde Crevits is de dochter van Frans Crevits (onder andere ere-voorzitter van het Christelijk Onderwijzersverbond van West-Vlaanderen) en volgde secundair onderwijs aan het Technisch Instituut Sint-Vincentius in Torhout (scholengroep Sint-Rembert). Ze studeerde daarna aan de Rijksuniversiteit Gent en haalde er met grote onderscheiding het diploma van Licentiaat in de Rechten in 1990. 

### Advocate
Na haar studies werkte ze van 1990 tot 2007 als advocaat bij de balie van Brugge, eerst zelfstandig en nadien vanaf 1993 in associatie.

### Assistente
Op academisch vlak was Crevits van september 1990 tot mei 1996 actief als deeltijds assistent bij de Vakgroep Burgerlijk Recht van de Rechtsfaculteit van de Rijksuniversiteit Gent. Ze werkte in hoofdzaak aan de opmaak van een databank milieurechtspraak. 

### Kabinetsmedewerkster
In 1996 begon ze aan een politieke carrière: van mei 1996 tot november 1996 was ze werkzaam als deeltijds kabinetsmedewerker verkeersveiligheid bij burgemeester Patrick Moenaert in Brugge.

### Provincieraadslid
In oktober 2000 werd ze verkozen als provincieraadslid voor West-Vlaanderen, hetgeen ze bleef tot in juli 2004. Daarnaast werd zij op 1 januari 2001 verkozen als gemeenteraadslid van de stad Torhout en werd ze onmiddellijk schepen. Na de gemeenteraadsverkiezingen van oktober 2006 werd ze eerste schepen met de bevoegdheden Openbare Werken en Woonbeleid, Leefmilieu, Natuurzorg en Milieuvergunningen, Wijkgezelligheid en Stadskernverfraaiing, Stadspatrimonium, Informatie en Inspraakbeleid, Energie- en Nutsvoorzieningen en Rechtsgeschillen, hetgeen ze bleef tot in juni 2007.

### Volksvertegenwoordigster
Bij de derde Vlaamse verkiezingen van 13 juni 2004 werd Crevits verkozen in de kieskring West-Vlaanderen. Ze bleef Vlaams Parlementslid tot eind juni 2007. Ze was secretaris van de Commissie voor Leefmilieu en Natuur, Landbouw, Visserij en Plattelandsbeleid en Ruimtelijke Ordening en Onroerend Erfgoed en van de Commissie voor Wonen, Stedelijk Beleid, Inburgering en Gelijke Kansen. 

### Minister van openbare werken, energie, leefmilieu en natuur
Vanaf 28 juni 2007 was ze Vlaams minister van Openbare Werken, Energie, Leefmilieu en Natuur, waar ze Kris Peeters opvolgde, die Vlaams minister-president werd. In het Vlaams Parlement werd ze begin juli 2007 opgevolgd door Martine Fournier.

### Minister van openbare werken en mobiliteit
Ook na de  Vlaamse verkiezingen van 7 juni 2009 werd ze opnieuw Vlaams volksvertegenwoordiger, tot ze op 13 juli 2009 weer toetrad tot de Vlaamse regering (regering-Peeters II), waarin ze bevoegd werd voor Openbare Werken en Mobiliteit.

### Burgemeester
Na de verkiezingen van 2012 werd ze tevens voorzitter van de Torhoutse gemeenteraad. In 2013 werd zij voorgedragen om in 2016 burgemeester van Torhout te worden in opvolging van Norbert De Cuyper. Ze volgde De Cuyper effectief op op 9 mei 2016 als titulair burgemeester, maar werd vervangen door waarnemend burgemeester Kristof Audenaert die bij de verkiezingen van oktober 2018 700 stemmen meer behaalde en de fakkel overnam op 1 januari 2019. Zijzelf werd daarna opnieuw voorzitter van de gemeenteraad, een functie die ze behield na de verkiezingen van oktober 2024.
Voor de Vlaamse verkiezingen van 25 mei 2014 was ze West-Vlaams lijsttrekker. Ze haalde met 112.557 voorkeurstemmen haar beste resultaat, maar kon niet vermijden dat haar partij een zetel moest afgeven in West-Vlaanderen. Crevits werd procentueel gezien de tweede populairste politica op het Vlaamse niveau. Na de verkiezingen legde ze opnieuw de eed af als Vlaams volksvertegenwoordiger

### Minister van onderwijs
Twee maanden later werd ze viceminister-president in de Vlaamse regering-Bourgeois en Vlaams minister van Onderwijs.

### Minister voor werk, economie, sociale economie, innovatie en landbouw
Bij de Vlaamse verkiezingen van 26 mei 2019 was ze als West-Vlaams lijsttrekker boegbeeld van CD&V en kandidaat voor de functie van Vlaams minister-president. Ze werd verkozen als 2e  populairste lijsttrekker van Vlaanderen met 130.912 voorkeurstemmen en CD&V werd opnieuw de grootste partij in West-Vlaanderen, maar leed in de rest van Vlaanderen een nederlaag. Ze trok vervolgens haar kandidatuur als minister-president in. In de Vlaamse regering-Jambon, die in oktober 2019 aantrad, werd ze opnieuw viceminister-president en minister bevoegd voor Werk, Economie, Sociale Economie, Innovatie en Landbouw waardoor ze in het Vlaams Parlement vervangen werd door Brecht Warnez.

### Minister voor welzijn, volksgezondheid en gezin
Na het ontslag van haar collega-minister Wouter Beke als Vlaams minister van Welzijn, Volksgezondheid en Gezin en Armoedebestrijding nam Crevits zijn bevoegdheden Welzijn, Volksgezondheid en Gezin op 18 mei 2022 over, terwijl de derde CD&V-minister in de Vlaamse regering, Benjamin Dalle, belast werd met de portefeuille Armoedebestrijding. Crevits werd in haar functie als minister van Werk, Economie, Sociale Economie, Innovatie en Landbouw opgevolgd door partijgenoot en Vlaams parlementslid Jo Brouns.

### Regering-Diependaele
Bij de Vlaamse verkiezingen van 9 juni 2024 was Crevits andermaal lijsttrekker in West-Vlaanderen. In vergelijking van 2019 kreeg ze een pak minder voorkeurstemmen achter haar naam, maar met 77.533 voorkeurstemmen behaalde ze nog steeds de sterkste persoonlijke score in haar kieskring. Op 30 september 2024 werd ze opnieuw viceminister-president en Vlaams minister in de regering-Diependaele, ditmaal met de bevoegdheden Binnenland, Steden- en Plattelandsbeleid, Samenleven, Integratie en Inburgering, Bestuurszaken, Sociale Economie en Zeevisserij.

## Ereteken
In 2014 werd ze Commandeur in de Leopoldsorde.

## Privé
Ze is gehuwd en moeder van een zoon en een dochter. Ze woont in Torhout waar ze een kangoeroewoning deelt met haar ouders en schoonouders. Ze is een fervente fietsster en loopster. Al tijdens haar jeugd oogstte ze verschillende successen op sportief vlak en nam ook deel aan verschillende amateurwedstrijden in Torhout en omstreken.